# Perania nasicornis
Perania nasicornis là một loài nhện trong họ Tetrablemmidae.
Loài này thuộc chi Perania. Perania nasicornis được Schwendinger miêu tả năm 1994.